# Efrajim Kacir
Efrajim Kacir (hebrejsky: אפרים קציר, rodným jménem Efrajim Kačalskij, rusky: Эфраим Качальский, ukrajinsky: Ефраї́м Качальський; 16. května 1916 Kyjev – 30. května 2009 Rechovot) byl izraelský vědec v oboru biofyziky a biochemie,  průkopník v oblasti biotechnologií. V letech 1973 až 1978 zastával funkci izraelského prezidenta.
Mimo post hlavy státu, který byl jeho jedinou veřejnou funkcí, zasvětil celý svůj život vědě. Na řadě výzkumů spolupracoval se svým bratrem Aharonem, který byl mezinárodně uznávaným průkopníkem v oblasti elektrochemie biopolymerů. Aharon však zahynul v roce 1972 během teroristického útoku na letišti Lod. Za tragických okolností však zahynuly i obě Kacirovy dcery; manželka Nina zemřela na rakovinu.
Prakticky celou svou profesionální vědeckou kariéru spojil s Weizmannovým institutem věd v Rechovotu, který pomáhal založit. Během svého výzkumu vyvinul metodu pro vázané enzymy, která pomohla položit základy pro disciplínu, dnes známou jako enzymové inženýrství. Jeho studium bílkovin přispělo k rozluštění genetického kódu, výrobě syntetických antigenů a objasnění různých fází imunitních reakcí. Jeho výzkum polyaminokyselin přivedl vědce z Weizmannova institutu věd k vývoji glatiramer-acetátu, který se po celém světě používá k léčbě roztroušené sklerózy. Za svou vědeckou činnost obdržel řadu význačných ocenění, čestných doktorátů a stal se členem vědeckých společenství.
Díky tomu, že do mandátní Palestiny přišel ještě jako dítě, měl v době svého nástupu do prezidentského úřadu z dosavadních prezidentů nejblíže k tomu být rodilým Izraelcem, a byl v tom smyslu označován jako „téměř sabra“ (tj. člověk narozený na historickém území Izraele). Prvním sabrou v úřadu prezidenta se stal až jeho nástupce Jicchak Navon.

## Biografie
Narodil se v Kyjevě v Ruském impériu (dnešní Ukrajina) oddaným sionistům Jehudovi a Cile Kačalskim. Rodina Kačalských původně žila v Lodži (dnešní Polsko), kde se narodil jediný Kacirův sourozenec Aharon (* 1914). Odtud se však v důsledku první světové války přestěhovala do Kyjeva. Ekonomická krize však nakonec rodinu přiměla v roce 1925 (některé zdroje uvádí rok 1922) podniknout aliju do britské mandátní Palestiny, kde se usadila v Jeruzalémě.
V mandátní Palestině vyrůstal od devíti (případně šesti) let v Jeruzalémě, kde v roce 1932 dokončil studium na gymnáziu Rechavja. Podobně jako bratr Aharon se zajímal o vědu. Na Hebrejské univerzitě v Jeruzalémě nejprve studoval botaniku, zoologii, chemii a bakteriologii, z nichž v roce 1938 získal titul magistr (M.Sc). Následně se však jeho zájmy stočily k biochemii a organické chemii, jež studoval v doktorském studiu, zakončeném v roce 1941 dizertační prací na téma „Jednoduché syntetické polymery aminokyselin.“ Ještě jako student byl členem a instruktorem mládežnické sionisticko-socialistické organizace ha-No'ar ha-oved. Po úspěšné promoci působil na univerzitě v letech 1941 až 1945 jako asistent na katedře teoretické a makromolekulární chemie. Během své asistentury zároveň působil jako výzkumný pracovník na americké Columbia University.
| „ | Židé se po 2000 letech vraceli do své starodávné vlasti, naplněni touhou vybudovat demokratický stát, ve kterém si sami můžeme určit naši vlastní budoucnost, oživit náš původní jazyk a naši kulturu. Byli jsme připraveni vytvořit novou společnost, která by byla založena na principech sociální spravedlnosti, definované našimi biblickými proroky, a která by poskytla vysokou kvalitu života, obohacenou nejvyššími morálními a duchovními hodnotami. V této vzrušující atmosféře jsme se s velkým nadšením vrhli do činností zaměřených na naplnění tohoto sionistického snu. | “ |
| — Efrajim Kacir popisuje atmosféru, kterou pociťoval během svých studií, My Contributions to Science and Society in The Journal of Biological Chemistry, únor 2005 | |   |

V době svých vysokoškolských studií se stal aktivním členem Hagany, v roce 1939 úspěšně absolvoval její první důstojnický kurz a stal se velitelem studentské jednotky v polních silách ('Hiš). Mimo to v Haganě působil jako vědecký poradce. Společně se svým bratrem stáli za vývojem nových typů výbušnin. Surové výbušniny ale byly natolik zapáchající, že svou laboratoř museli umístit v jeskyni v jeruzalémské čtvrti Sanhedrija. Efrajim Kacir později vzpomínal, že zápach byl natolik silný, že od něj v autobuse odstupovali spolucestující. V květnu 1948 byl jmenován velitelem Chejl Mada (CHEMED) – sboru vědeckého výzkumu a vývoje Izraelských obranných sil, kterému na čas velel v hodnosti podplukovníka. Jeho bratr Aharon, mezinárodně uznávaný fyzik a vedoucí Oddělení výzkumu polymerů při Weizmannově institutu věd, byl zavražděn v roce 1972 během masakru na letišti Lod.
Dne 14. února 1938 se ve 22 letech oženil s Ninou Gottliebovou, učitelkou angličtiny původem z Polska, se kterou měl tři děti; syna Me'ira a dcery Nurit a Irit. Obě jeho dcery však tragicky zahynuly. Nurit (1943–1966), která byla úspěšnou herečkou, zemřela ve 23 letech v důsledku udušení, když ve svém domě nevědomky usnula se zapnutým petrolejovým topením. Irit (1953–1995) spáchala ve 43 letech sebevraždu v důsledku depresí, se kterými se potýkala od smrti své sestry. Kacirova manželka Nina zemřela v roce 1986 na rakovinu. Jeho rodina byla „bohatá“ na vědce; syn Me'ir je profesorem matematiky na Technionu v Haifě, zatímco synovec Abraham (Aharonův syn) je profesorem fyziky a odborníkem na infračervené záření na Telavivské univerzitě.

### Vědecká kariéra
Ve svém výzkumu započatém během doktorského studia na Hebrejské univerzitě pokračoval na Polytechnickém institutu New York University a dále na Columbia University a Harvard University. Po návratu do Izraele se v roce 1949 stal vedoucím katedry biofyziky na Weizmannově institutu věd v Rechovotu, který pomáhal zakládat.
V roce 1961 Kačalski provázel americký tým při slavné inspekci v jaderné elektrárně v Dimoně. V roce 1966 byl tehdejším premiérem Levi Eškolem jmenován vědeckým poradcem na ministerstvu obrany a zároveň jmenován do čela vládní komise, která vládě radila v otázce organizace vědeckého výzkumu. Práce této komise, v jejímž čele stál až do roku 1969, vedla k větší spolupráci mezi vládou, vědeckou sférou, průmyslem a zemědělstvím. Zároveň též podnítila mimořádné zvýšení objemu finančních prostředků, vynaložených na aplikovaný výzkum a vědecké aktivity v rámci ekonomiky. V letech 1966 až 1968 byl hlavním vědcem izraelské armády.
Jeho počáteční výzkum se zaměřoval na jednoduché modely syntetických bílkovin, avšak později vyvinul metodu pro vázané enzymy, která pomohla položit základy pro disciplínu, dnes známou jako enzymové inženýrství. Jeho studium bílkovin přispělo k rozluštění genetického kódu, výrobě syntetických antigenů a objasnění různých fází imunitních reakcí. Pochopení vlastností polyaminokyselin přivedlo, mimo jiné, vědce z Weizmannova institutu věd k vývoji glatiramer acetátu (obecný název pro lék Copaxone), který se v současnosti po celém světě používá k léčbě roztroušené sklerózy. Byl průkopníkem ve studiu nerozpustných (imobilizovaných) enzymů, které tvoří základ pro důležitá biotechnologická průmyslová odvětví. Jím vyvinuté metody slouží dodnes, v rozšířené formě, k výrobě antibiotik a dalších důležitých látek. Vyvinul rovněž přirozeně rozpustné syntetické vlákno využívané v chirurgii pro šití vnitřních zranění. Jedním z jeho počinů též bylo založení hebrejsky psaného vědeckého časopisu Mada.

### Prezidentství

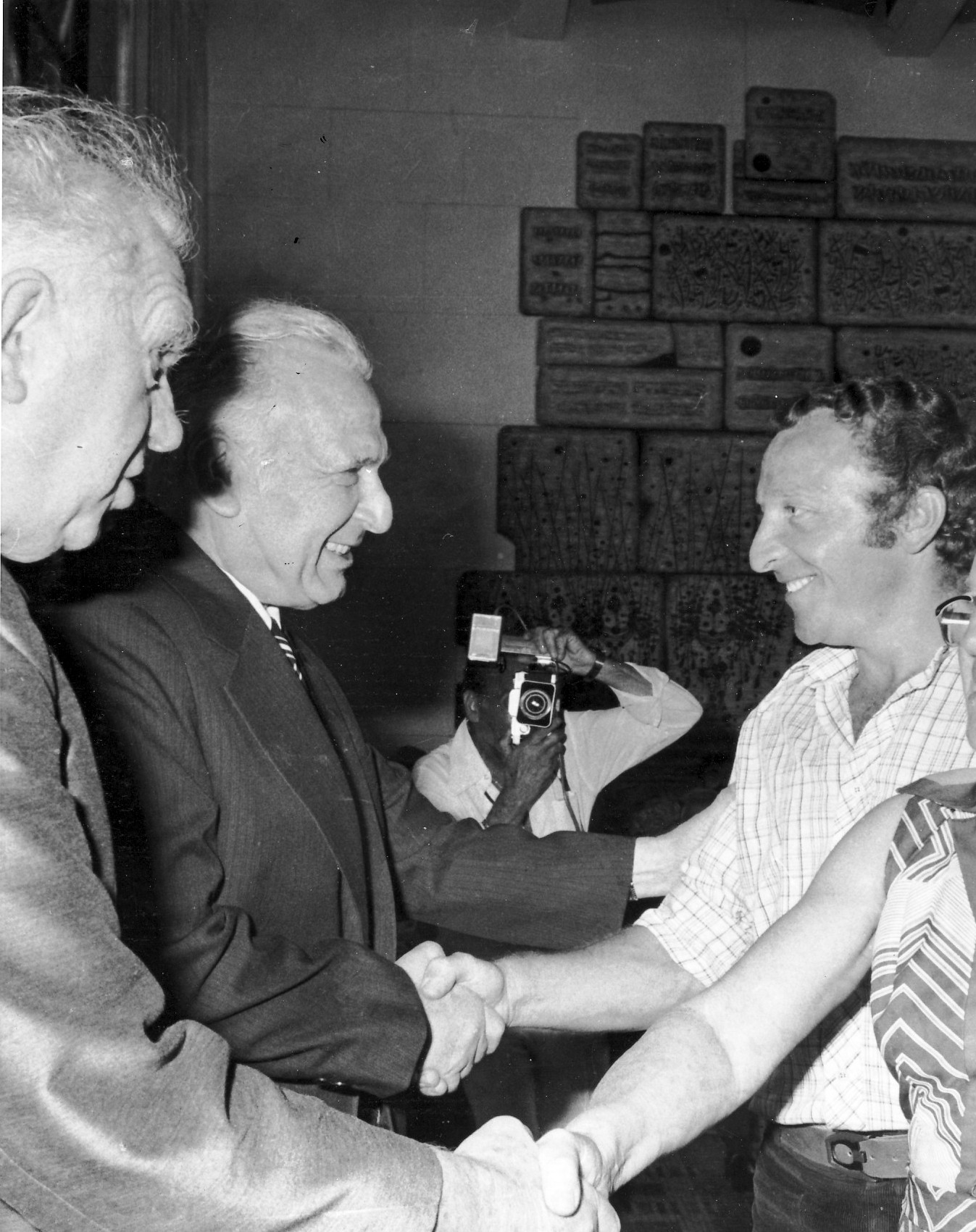
Prezident Kacir uděluje v prezidentské rezidenci ocenění za zásluhy zástupci kibucu Gan Šmu'el, 1977

V roce 1973 Kačalského, který v té době působil na Harvard University, kontaktovala tehdejší ministerská předsedkyně Golda Meirová s nabídkou kandidatury na post prezidenta. Jejím dřívějším zvažovaným kandidátem byl jeho bratr Aharon, který tragicky zahynul při teroristickém útoku v roce 1972. Kačalského, který se zprvu zdráhal, přesvědčoval i ministr financí Pinchas Sapir, který jej lákal na vědeckou laboratoř, která by mohla být vybudována v prezidentské rezidenci (nakonec však k tomu nedošlo). V prezidentských volbách, které se konaly 10. dubna 1973 kandidoval za vládní Stranu práce proti prof. Efrajimu Urbachovi, nominovanému Likudem a Národní náboženskou stranou. Uspěl hned v prvním kole voleb, když získal 66 hlasů (ze 120členného Knesetu), oproti Urbachovi, který obdržel 41 hlasů (9 hlasovacích lístků bylo prázdných a 4 lidé nehlasovali). Slavnostní přísahu složil 24. května téhož roku a ve funkci nahradil dosavadního prezidenta Zalmana Šazara. Po volbách si hebraizoval své příjmení na Kacir, což v hebrejštině doslova znamená „sklizeň.“ Úřad izraelského prezidenta byla Kacirovou první politickou funkci, a přesto že je tato funkce čistě ceremoniálního charakteru, vyjadřoval se v ní ke státním záležitostem a „pokusil se scelit širokou propast, která existovala ve školství a sociálním zajištění mezi sefardskými a aškenázskými Židy, a podpořit porozumění mezi izraelskými Židy a jejich arabskými sousedy.“

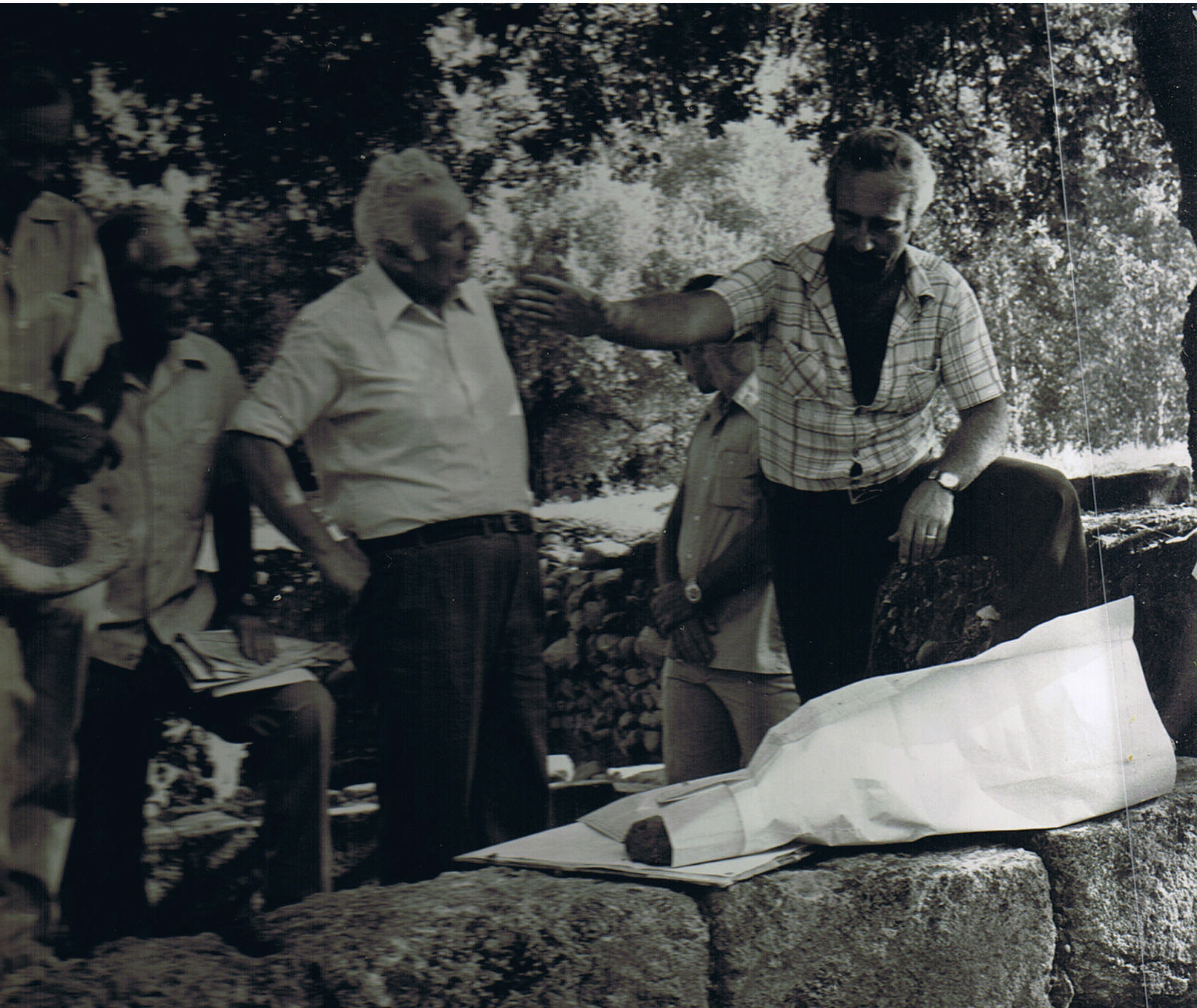
Prezident Kacir hovoří s archeology u Tel Danu, který je pozůstatkem biblického města Dan, leden 1977.

Po pouhých čtyřech měsících jeho působení v úřadu byl Izrael v říjnu 1973 vtažen do jomkipurské války. Během ní prezident navštěvoval vojáky v bojových jednotkách při frontových liniích, rodiny padlých i raněné v nemocnicích. Válku Izrael nakonec, za cenu mimořádných obětí vyhrál, avšak po válce šokovaný národ žádal vysvětlení a rezignaci osob, které byly za počáteční neúspěchy a podcenění hrozby války zodpovědné. Kacir se z pozice hlavy státu pokusil potlačit rozšířené obviňování a vyjádřil svůj názor, že za předválečnou aroganci „jsme vinni všichni“. V dubnu 1974 nakonec přijal veřejností vynucenou rezignaci ministerské předsedkyně Meirové. Koncem roku 1974 prezident podal žádost předsedovi finančního výboru Knesetu, aby byla zrušena výjimka zákona o dani z příjmů, která plat prezidenta republiky osvobozuje od placení této daně. Žádost však nebyla vyslyšena.
Ve své funkci často „nesl hlavní nápor zloby veřejnosti.“ Kupříkladu v květnu 1974 byl vypískán na pohřbu 20 dětí, zabitých během masakru v severoizraelském Ma'alotu. Jiný otřes nastal, když ve volbách v roce 1977 historicky poprvé zvítězila pravicová strana Likud a Kacir, do funkce nominovaný labouristy, „musel reprezentovat vládu, jejíž étos se od toho jeho výrazně lišil.“
V roce 1977 hostil egyptského prezidenta Anwara Sadata při vůbec první oficiální státní návštěvě představitele arabského státu v Izraeli. Během svého prezidentství vyzval zahraniční univerzity k založení kateder Židovských studií a inicioval vznik prezidentské Ceny za dobrovolnictví. Ta je každoročně udílena dvanácti osobám, které jako dobrovolníci vykonali mimořádný počin. Během svého působení ve funkci prezidenta se rovněž několikrát vyjádřil v otázce izraelského vlastnictví jaderných zbraní. Například v prosinci 1974 ve svém projevu použil vágní postoj izraelské vlády, když uvedl, že „Izrael nebude první, kdo na Blízkém východě použije jaderné zbraně.“ Zároveň dodal, že „Izrael ‚má potenciál‘ takovou zbraň vyrobit, a že to může provést ‚v rozumné časové lhůtě.‘“
V červenci 1977 svolal několik autoritativních právních expertů, včetně tehdejšího generálního prokurátora Aharona Baraka, k prodiskutování dílčího rozšíření prezidentských pravomocí. Zdůraznil zejména malý rozsah prezidentských pravomocí a uvedl příklad v podobě prezidentských milostí, které závisí na ministru spravedlnosti. Zejména si přál zvážit možnost změny zákona v tom smyslu, aby prezident mohl rozpustit Kneset, a aby byl „informován o národní bezpečnosti náčelníkem Generálního štábu.“ Jeho návrhy se však nesetkaly s odezvou. V roce 1978 vzniklo z jeho iniciativy Jeruzalémské divadelní centrum Nurit Kacirové jako památka na zesnulou dceru.
Z důvodu nemoci své manželky se odmítl ucházet o znovuzvolení a v roce 1978 jej ve funkci nahradil Jicchak Navon. Po odchodu z postu prezidenta se vrátil ke své vědecké práci a zůstal i nadále velmi aktivní. Mezi jeho počiny po odchodu z funkce hlavy státu patří například založení katedry biotechnologie na Telavivské univerzitě, kterou posléze sám vedl. Mimo to napsal stovky vědeckých článků a „neúnavně podporoval mladé vědce.“ V následujících letech se v rámci výzkumu věnoval novým oblastem bádání; „v jednom projektu například vedl tým vědců z Weizmannova institutu, který v mezinárodní soutěži uspěl v počítačovém modelování bílkovin, a v jiné studii byl součástí interdisciplinární skupiny vědců, která odhalila významný aspekt hadího uštknutí na lidské tělo.“ I po odchodu z úřadu se veřejně vyjadřoval k různým událostem. Například v roce 1989 v průběhu první intifády v jednom rozhovoru uvedl:
| „                                                          | Sionistickým snem nebylo vytvořit židovský stát, v němž jsou Arabové biti. Naším snem bylo mít stát, na nějž může být židovský lid hrdý. | “ |
| — Kacirův názor vyjádřený v rozhovoru během první intifády | |   |

Zemřel 30. května 2009 ve věku 93 let ve svém domě v Rechovotu a je pochován na hlavním rechovotském hřbitově vedle své manželky, která zemřela v roce 1986. Toto místo posledního odpočinku bylo Kacirovým přáním, neboť obvykle jsou přední osobnosti státu pohřbívány na národním hřbitově na Herzlově hoře v Jeruzalémě. Den Kacirovy smrti připadl na 37. výročí smrti jeho bratra Aharona při teroristickém útoku z 30. května 1972.

## Ocenění a pocty

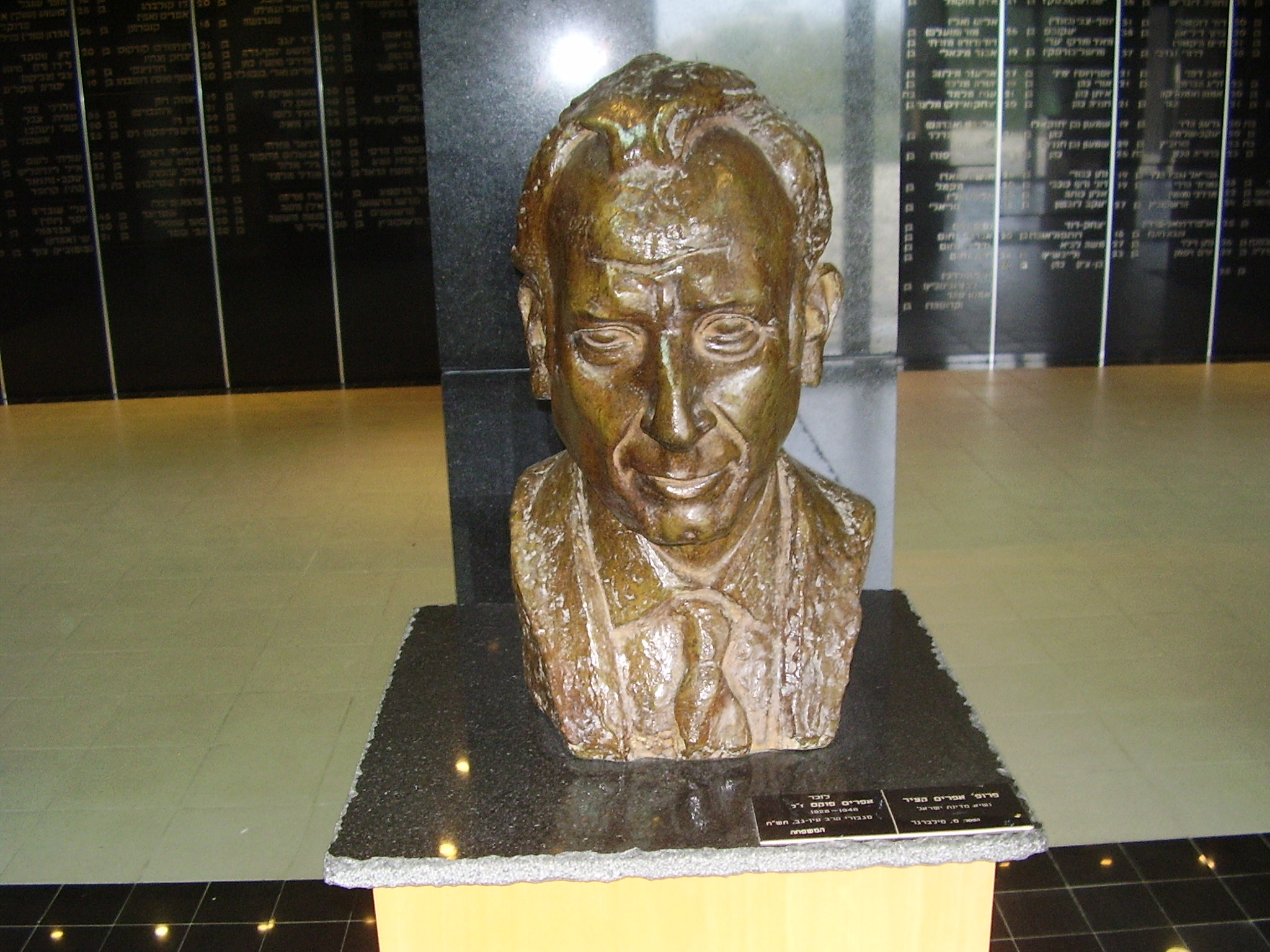
Busta prezidenta Kacira v Petach Tikvě

Během svého života získal Efrajim Kacir mnoho světových ocenění a stal se členem řady věhlasných vědeckých společností. V roce 1950 obdržel Weizmannovu cenu a o devět let později mu byla udělena Izraelská cena v oblasti přírodních věd. Ta je udílena od roku 1953 a patří mezi nejvyšší izraelská státní vyznamenání. V roce 1960 se stal členem Izraelské akademie věd a klasického vzdělávání, o rok později byl vyznamenán Rothschildovou cenou v oblasti přírodních věd a v roce 1966 se stal prvním Izraelcem zvoleným do americké Národní akademie věd. V roce 1977 byl přijat jako zahraniční člen Královské společnosti v Londýně a v roce 1985 mu byla udělena Japonská cena za mimořádný přínos v základní teorii na poli imobilizovaných enzymů a jejich praktické aplikace. O čtyři roky později vstoupil do Francouzské akademie věd a následující rok byl dekorován francouzským Řádem čestné legie (Légion d'honneur) s hodností komandéra.
Mimo zmíněné se stal nositelem řady dalších vědeckých ocenění (např. Linderstrøm-Lang Gold Medal, Hans Krebs Medal, Tchernikhovski Prize, Alpha Omega Achievement Medal či Engineering Foundation's International Award) a byly mu uděleny čestné doktoráty na řadě světových univerzit, například Harvard University, McGill University, Oxford University, Northwestern University, Miami University, Technion, Eidgenössische Technische Hochschule aj. Na několika univerzitách též působil jako hostující profesor; šlo například o Harvard University, Rockefeller University, University of California v Los Angeles a Battelle Seattle Research Center.
V dubnu 2011 byla na jeho počest v Izraeli vydána poštovní známka o nominální hodnotě 9 šekelů.